# Milner Ayala
Milner Ayala (né le 3 septembre 1928 à Asuncion et mort le 29 juillet 2001) est un footballeur paraguayen qui jouait au poste d'attaquant. Il s'est distingué en étant suspendu trois ans de rencontres internationales après avoir frappé un arbitre puis en devenant le premier joueur noir évoluant sous les couleurs du Racing Club de Strasbourg.

## Biographie
Débutant au club paraguayen de River Plate d'Asuncion, Ayala participe à la Copa América 1953 et remporte le titre de champion d'Amérique du Sud. Ayala dispute deux matchs, contre l'Équateur (remplaçant Juan Romero) et le Pérou (remplaçant Atilio López). Le match contre le Pérou se termine par un match nul 2–2, mais le Paraguay fait un remplacement supplémentaire non autorisé et les deux points de la victoire reviennent au Pérou. Les esprits s'échauffent et Ayala frappe l'arbitre anglais Richard Maddison. Pour ce geste, Ayala est suspendu de la compétition pour trois ans.
Après le championnat continental, Ayala signe à l'étranger pour jouer en France. Il est le premier joueur noir à porter le maillot du Racing Club de Strasbourg. Ayala fait ses débuts avec le Racing en octobre 1953 mais n'inscrit son premier but qu'en mars 1954 à Reims. De 1955 à 1957, il joue au Cercle athlétique de Paris. À la fin de sa carrière professionnelle, il joue pour le Red Star, se faisant surtout remarquer comme chauffeur lors du mariage entre Sophia Loren et Carlo Ponti en septembre 1957.